# Manfred Schlenke
Manfred Schlenke (* 1. November 1927 in Wuppertal; † 15. November 1997 in Bad Nauheim) war ein deutscher Historiker, der auf die Geschichte Preußens spezialisiert war.

## Leben
Manfred Schlenke wurde als Sohn des Amtmannes Paul Ewald Schlenke (1897–1973) und dessen Frau Emmy, geb. Schmitz (1896–1978), in Wuppertal geboren. In Wuppertal besuchte er die Carl-Duisberg-Oberschule, bevor er 1944 zum Arbeits- und Wehrdienst eingezogen wurde. 1946 erwarb er in einem Lehrgang für Kriegsteilnehmer das Abitur und studierte seit 1951 Geschichte, Anglistik, Latinistik und Wissenschaftliche Politik, seit 1949 auch Staats- und Völkerrecht an der Philipps-Universität Marburg. Dort wurde er im November 1953 promoviert mit einer Arbeit über William Robertson als Geschichtsschreiber des europäischen Staatensystems. 1962 habilitierte er sich ebenda. Er hatte 1964/65 eine Gastprofessur an der Universität Chicago und war von 1965 bis 1988 Professor für Neuere Geschichte an der Universität Mannheim. 1969 war er Prorektor der Universität Mannheim. Gastprofessuren führten ihn 1976 nach London und 1978 nach Tel Aviv.
1981 organisierte er in Berlin die große Preußen-Ausstellung im Martin-Gropius-Bau (Berliner Festspiele).

## Sonstige Tätigkeiten
- 1973–1989 Vorsitzender der Arbeitsgemeinschaft zur preußischen Geschichte e. V.
- 1977–1992 Vorsitzender des Vereins zur Förderung des Britisch-Deutschen Historikerkreises und des Wissenschaftlichen Beirates des Deutschen Historischen Instituts London
- 1991–1997 Fellow der Royal Historical Society London

## Schriften (Auswahl)
- Die sogenannte „Reichskristallnacht“ vom 9./10. November 1938. Legende, Wirklichkeit, Mahnung (= Mannheimer Universitäts-Reden. H. 4). Vortrag im Rahmen des Studium Generale der Universität Mannheim im Wintersemester 1988/89. Universität Mannheim, Mannheim 1989.
- als Herausgeber: Preußen-Ploetz. Eine historische Bilanz in Daten und Deutungen. Ploetz, Freiburg (Breisgau) u. a. 1983, ISBN 3-87640-082-1 (und öfter).
- als Herausgeber mit Heinz Duchhardt: Festschrift für Eberhard Kessel zum 75. Geburtstag. Fink, München 1982, ISBN 3-7705-2080-7.
- als Herausgeber: John Stuart Mill: Über die Freiheit (= Reclams Universal-Bibliothek. Band 3491/3493). Reclam, Stuttgart 1974, ISBN 3-15-003491-4 (und öfter).
- als Herausgeber mit Wolfgang Lautemann: Geschichte in Quellen. 7 Bände. Bayerischer Schulbuchverlag, München 1962–1980.
- England und das friderizianische Preußen. 1740–1763. Ein Beitrag zum Verhältnis von Politik und öffentlicher Meinung im England des 18. Jahrhunderts. Karl Alber, Freiburg im Breisgau u. a. 1963 (Zugleich: Marburg, Univ., Habil.-Schr., 1962).
- William Robertson als Geschichtsschreiber des europäischen Staatensystems. Untersuchgen zur Einheitlichkeit seines Gesamtwerkes unter Benutzung des handschriftlichen Nachlasses in den Archiven zu London und Edinburgh. Marburg, Univ., Diss., 1953.